# Pokrajina Reggio Emilia
Pokrajina Reggio Emilia (v italijanskem izvirniku Provincia di Reggio Emilia [izg. Provinča di Redžo Emilja]) je ena od devetih pokrajin, ki sestavljajo italijansko deželo Emilija - Romanja. Meji na severu z deželo Lombardija, na vzhodu s pokrajino Modena, na jugu z deželo Toskana in na zahodu s pokrajino Parma.

## Večje občine
Glavno mesto je Reggio Emilia, ostale večje občine so (podatki 31.05.2007):
| Občina        | Prebivalcev |
| ------------- | ----------- |
| Reggio Emilia | 162.290     |
| Scandiano     | 23.934      |
| Correggio     | 23.285      |
| Casalgrande   | 17.608      |
| Guastalla     | 14.692      |

## Naravne zanimivosti
Ena od najbolj značilnih posebnosti pokrajine je tako imenovana Pietra di Bismantova. To je ogromna skalnata vzpetina, ki je na vrhu popolnoma ravna, pobočja pa se navpično spuščajo proti dolini, kar ji daje videz pravega stožca. Ravnina na vrhu doseže 1047 metrov nadmorske višine, meri 1 kilometer v dolžino in 240 metrov v širino; višina "stožca" je 300 metrov nad okolico.
Seznam zaščitenih področij v pokrajini:
- Narodni park Appennino Tosco-Emiliano (Parco nazionale dell'Appennino Tosco-Emiliano)
- Krajinski park Gigante (Parco regionale del Gigante)
- Naravni rezervat Rupe di Campotrera (Riserva naturale orientata Rupe di Campotrera)
- Naravni rezervat Casse di espansione del Fiume Secchia (Riserva naturale orientata Casse di espansione del Fiume Secchia)
- Mokrišče Fontanili di Corte Valle Re (Riserva naturale orientata Fontanili di Corte Valle Re)

## Zgodovinske zanimivosti
Canossa [kanòsa] je danes skromna občina v pokrajini, ena od maloštevilnih, ki se ne imenuje po glavnem kraju, pač pa po zgodovinsko najpomembnejšem objektu. V tem primeru je to grad dinastije Canossa, ki je okoli leta 1100 gospodovala ogromnemu ozemlju, saj so ji pripadala velika mesta kot Mantova, Modena, Ferrara, Firenze in Perugia in vse njihove posesti. Po smrti zadnje predstavnice dinastije, Matilde, ki je sicer uradno zapustila vse premoženje Cerkvi, se je ozemlje razdrobilo na manjše enote. Nekatera mesta so se proglasila za svobodne komune, nekaj posestev so prevzeli manjši fevdalci in bivši Matildini vojaki, večina ozemlja je ostala brez gospodarja in je prej ali slej prešla pod papeževo oblast. Nekateri stranski sorodniki dinastije Canossa so v poznejših časih zahtevali in tudi prejeli lastnino nekaterih delov bivše grofije, a ohranili niso ničesar. Zadnji delček Matildinih posestev, grad Canossa, je država odkupila leta 1878 in ga zaščitila kot državni spomenik.